# Colostethus talamancae
Allobates talamancae là một loài ếch thuộc họ Dendrobatidae.
Loài này có ở Colombia, Costa Rica, Ecuador, Nicaragua, và Panama.
Môi trường sống tự nhiên của chúng là rừng ẩm vùng đất thấp nhiệt đới hoặc cận nhiệt đới, sông ngòi, đầm lầy, và rừng thoái hóa nghiêm trọng.
Chúng hiện đang bị đe dọa vì mất môi trường sống.

## Hình ảnh

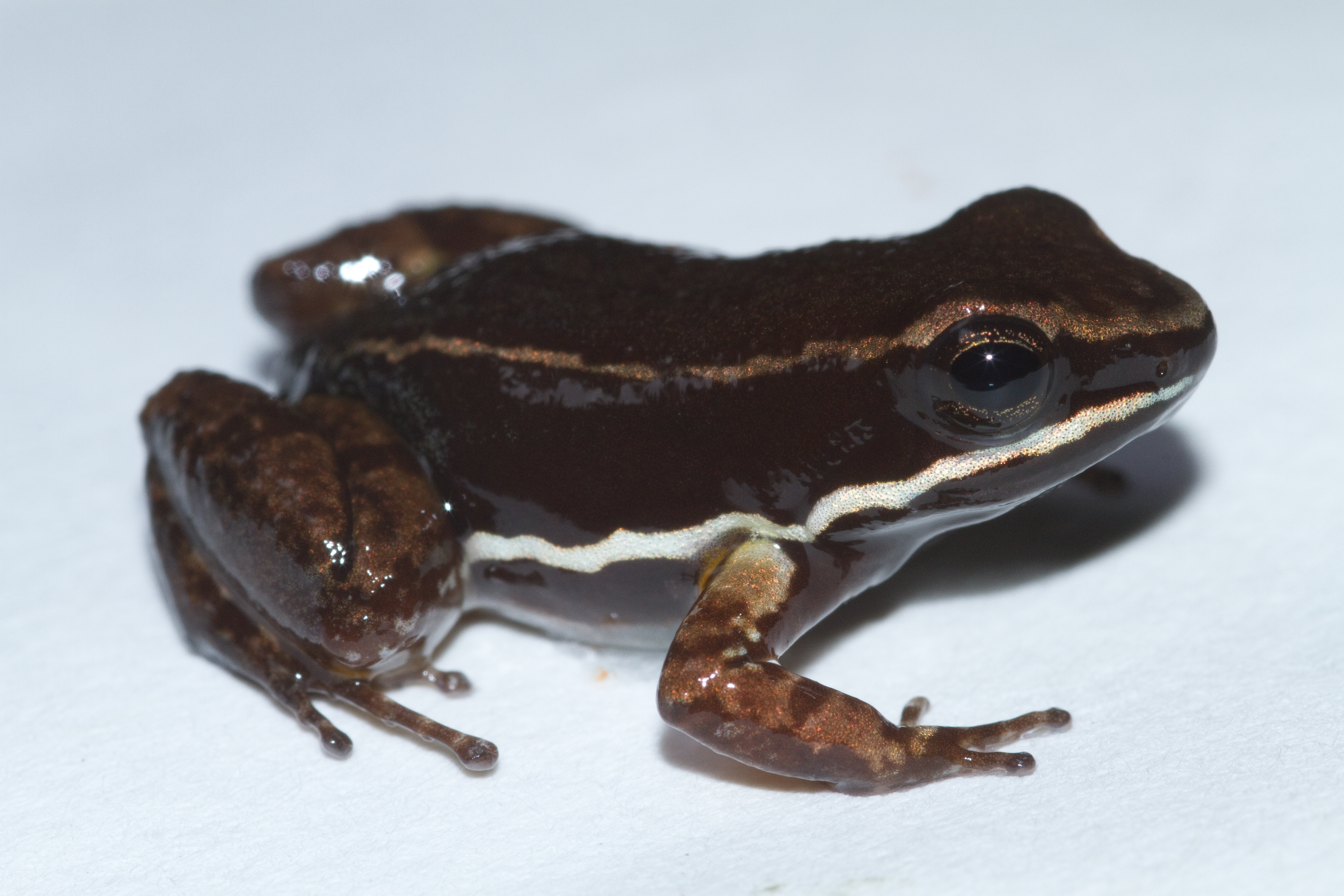
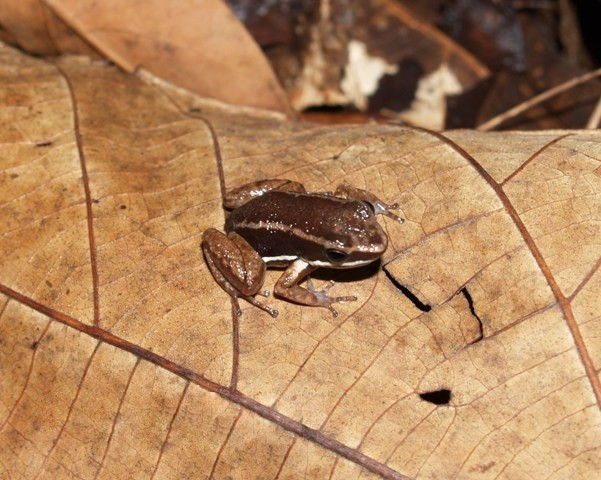